# Danh sách bầu cử gần đây nhất theo quốc gia
Đây là danh sách bầu cử gần đây nhất theo quốc gia, mỗi quốc gia có bầu cử chế độ khác nhau như bầu cử trực tiếp, bầu chọn gián tiếp và bổ nhiệm.
Bầu cử trực tiếp gần đây nhất là Bầu cử tổng thống Hàn Quốc, Bầu cử quốc hội Burundi, Bầu cử Thượng viện Nhật Bản.
| Quốc gia                             | Tổng thống Chủ tịch                                 | Quốc hội                  | Quốc hội                           |
| Quốc gia                             | Tổng thống Chủ tịch                                 | Hạ viện                   | Thượng viện                        |
| ------------------------------------ | --------------------------------------------------- | ------------------------- | ---------------------------------- |
| Abkhazia                             | 2025                                                | 2022                      | 2022                               |
| Afghanistan                          | Chế độ chuyên quyền chọn lọc (2016; thiết lập 2021) | Bổ nhiệm                  | Bổ nhiệm                           |
| Ai Cập                               | 2023                                                | 2020                      | 2020                               |
| Åland                                | Bầu chọn gián tiếp                                  | 2023                      | 2023                               |
| Albania                              | Bầu chọn gián tiếp (2022                            | 2025                      | 2025                               |
| Algérie                              | 2024                                                | 2021                      | Bổ nhiệm/bầu chọn gián tiếp (2025) |
| Andorra                              | Chế độ quân chủ                                     | 2023                      | 2023                               |
| Angola                               | Bầu chọn gián tiếp                                  | 2022                      | 2022                               |
| Anguilla                             | Chế độ quân chủ                                     | 2025                      | 2025                               |
| Anh Quốc                             | Chế độ quân chủ                                     | 2024                      | Bổ nhiệm                           |
| Antigua và Barbuda                   | Chế độ quân chủ                                     | 2023                      | Bổ nhiệm                           |
| Argentina                            | 2023                                                | 2023                      | 2023                               |
| Armenia                              | Bầu chọn gián tiếp (2022)                           | 2021                      | 2021                               |
| Aruba                                | Chế độ quân chủ                                     | 2024                      | 2024                               |
| Azerbaijan                           | 2024                                                | 2024                      | 2024                               |
| Áo                                   | 2022                                                | 2024                      | Bầu chọn gián tiếp                 |
| Ả Rập Xê Út                          | Chế độ quân chủ                                     | Bổ nhiệm                  | Bổ nhiệm                           |
| Ấn Độ                                | Bầu chọn gián tiếp (2022)                           | 2024                      | Bổ nhiệm/bầu chọn gián tiếp        |
| Bahamas                              | Chế độ quân chủ                                     | 2021                      | Bổ nhiệm                           |
| Bahrain                              | Chế độ quân chủ                                     | 2022                      | Bổ nhiệm                           |
| Ba Lan                               | 2025                                                | 2023                      | 2023                               |
| Bangladesh                           | Bầu chọn gián tiếp (2023)                           | 2024                      | 2024                               |
| Barbados                             | Bầu chọn gián tiếp                                  | 2022                      | Bổ nhiệm                           |
| Bắc Macedonia                        | 2024                                                | 2024                      | 2024                               |
| Quần đảo Bắc Mariana                 | 2022                                                | 2024                      | 2024                               |
| Bắc Síp                              | 2020                                                | 2022                      | 2022                               |
| Belarus                              | 2025                                                | 2024                      | Bổ nhiệm/bầu chọn gián tiếp (2024) |
| Belize                               | Chế độ quân chủ                                     | 2025                      | Bổ nhiệm                           |
| Bermuda                              | Chế độ quân chủ                                     | 2025                      | 2025                               |
| Bénin                                | 2021                                                | 2023                      | 2023                               |
| Bhutan                               | Chế độ quân chủ                                     | 2023                      | 2023                               |
| Bỉ                                   | Chế độ quân chủ                                     | 2024                      | Bổ nhiệm/bầu chọn gián tiếp (2024) |
| Bolivia                              | 2020                                                | 2020                      | 2020                               |
| Bosnia và Herzegovina                | 2022                                                | 2022                      | Bầu chọn gián tiếp                 |
| Botswana                             | Bầu chọn gián tiếp                                  | 2024                      | Bổ nhiệm/bầu chọn gián tiếp        |
| Bồ Đào Nha                           | 2021                                                | 2025                      | 2025                               |
| Bờ Biển Ngà                          | 2020                                                | 2021                      | Bầu chọn gián tiếp (2023)          |
| Brasil                               | 2022                                                | 2022                      | 2022                               |
| Brunei                               | Chế độ quân chủ                                     | Bổ nhiệm                  | Bổ nhiệm                           |
| Bulgaria                             | 2021                                                | 2024                      | 2024                               |
| Burkina Faso                         | 2020                                                | 2020                      | 2020                               |
| Burundi                              | 2020                                                | 2025                      | Bầu chọn gián tiếp                 |
| Cameroon                             | 2018                                                | 2020                      | Bầu chọn gián tiếp (2023)          |
| Campuchia                            | Chế độ quân chủ                                     | 2023                      | Bổ nhiệm/bầu chọn gián tiếp (2024) |
| Canada                               | Chế độ quân chủ                                     | 2025                      | Bổ nhiệm                           |
| Cabo Verde                           | 2021                                                | 2021                      | 2021                               |
| Quần đảo Cayman                      | Chế độ quân chủ                                     | 2025                      | 2025                               |
| Các Tiểu vương quốc Ả Rập Thống nhất | Chế độ quân chủ                                     | 2023                      | 2023                               |
| Chile                                | 2021                                                | 2021                      | 2021                               |
| Colombia                             | 2022                                                | 2022                      | 2022                               |
| Comoros                              | 2024                                                | 2020                      | 2020                               |
| Cộng hòa Dân chủ Congo               | 2023                                                | 2023                      | Bầu chọn gián tiếp (2024)          |
| Cộng hòa Congo                       | 2021                                                | 2022                      | Bầu chọn gián tiếp (2024)          |
| Quần đảo Cook                        | Chế độ quân chủ                                     | 2022                      | 2022                               |
| Costa Rica                           | 2022                                                | 2022                      | 2022                               |
| Croatia                              | 2024–2025                                           | 2024                      | 2024                               |
| Cuba                                 | Bầu chọn gián tiếp (2023)                           | 2023                      | 2023                               |
| Curaçao                              | Chế độ quân chủ                                     | 2025                      | 2025                               |
| Djibouti                             | 2021                                                | 2023                      | 2023                               |
| Dominica                             | Bầu chọn gián tiếp (2023)                           | 2022                      | 2022                               |
| Cộng hòa Dominica                    | 2024                                                | 2024                      | 2024                               |
| Đan Mạch                             | Chế độ quân chủ                                     | 2022                      | 2022                               |
| Đông Timor                           | 2022                                                | 2023                      | 2023                               |
| Đức                                  | Bầu chọn gián tiếp (2022)                           | 2025                      | Bầu chọn gián tiếp                 |
| Ecuador                              | 2025                                                | 2025                      | 2025                               |
| El Salvador                          | 2024                                                | 2024                      | 2024                               |
| Eritrea                              | Không có                                            | Không có                  | Không có                           |
| Estonia                              | Bầu chọn gián tiếp                                  | 2023                      | 2023                               |
| Eswatini                             | Chế độ quân chủ                                     | 2023                      | Bổ nhiệm/bầu chọn gián tiếp        |
| Ethiopia                             | Bầu chọn gián tiếp (2024)                           | 2021                      | Bầu chọn gián tiếp                 |
| Quần đảo Falkland                    | Chế độ quân chủ                                     | 2021                      | 2021                               |
| Fiji                                 | Bầu chọn gián tiếp (2024)                           | 2022                      | 2022                               |
| Gabon                                | 2025                                                | 2023                      | Bầu chọn gián tiếp                 |
| Gambia                               | 2021                                                | 2022                      | 2022                               |
| Ghana                                | 2020                                                | 2024                      | 2024                               |
| Gibraltar                            | Chế độ quân chủ                                     | 2023                      | 2023                               |
| Greenland                            | Chế độ quân chủ                                     | 2025                      | 2025                               |
| Grenada                              | Chế độ quân chủ                                     | 2022                      | Bổ nhiệm                           |
| Gruzia                               | 2024                                                | 2024                      | 2024                               |
| Guam                                 | 2022                                                | 2024                      | 2024                               |
| Guatemala                            | 2023                                                | 2023                      | 2023                               |
| Guernsey                             | Chế độ quân chủ                                     | 2025                      | 2025                               |
| Guinée                               | 2020                                                | 2020                      | 2020                               |
| Guinea-Bissau                        | 2019                                                | 2023                      | 2023                               |
| Guinea Xích Đạo                      | 2022                                                | 2022                      | 2022                               |
| Guyana                               | Bầu chọn gián tiếp                                  | 2020                      | 2020                               |
| Haiti                                | 2016–17                                             | 2015–16                   | 2016–17                            |
| Hà Lan                               | Chế độ quân chủ                                     | 2023                      | Bầu chọn gián tiếp (2023)          |
| Hàn Quốc                             | 2025                                                | 2024                      | 2024                               |
| Hoa Kỳ                               | 2024                                                | 2024                      | 2024                               |
| Honduras                             | 2021                                                | 2021                      | 2021                               |
| Hồng Kông                            | Bầu chọn gián tiếp (2022)                           | 2021                      | 2021                               |
| Hungary                              | Bầu chọn gián tiếp (2024)                           | 2022                      | 2022                               |
| Hy Lạp                               | Bầu chọn gián tiếp (2025)                           | 2023                      | 2023                               |
| Iceland                              | 2024                                                | 2024                      | 2024                               |
| Indonesia                            | 2024                                                | 2024                      | 2024                               |
| Iran                                 | 2024                                                | 2024                      | 2024                               |
| Iraq                                 | Bầu chọn gián tiếp (2022)                           | 2021                      | 2021                               |
| Cộng hòa Ireland                     | 2018                                                | 2024                      | Bổ nhiệm/bầu chọn gián tiếp (2025) |
| Israel                               | Bầu chọn gián tiếp                                  | 2022                      | 2022                               |
| Jamaica                              | Chế độ quân chủ                                     | 2020                      | Bổ nhiệm                           |
| Jersey                               | Chế độ quân chủ                                     | 2018                      | 2018                               |
| Jordan                               | Chế độ quân chủ                                     | 2024                      | Bổ nhiệm                           |
| Kazakhstan                           | 2022                                                | 2023                      | Bổ nhiệm/bầu chọn gián tiếp (2023) |
| Kenya                                | 2022                                                | 2022                      | 2022                               |
| Kiribati                             | 2024                                                | 2024                      | 2024                               |
| Cộng hòa Kosovo                      | Bầu chọn gián tiếp                                  | 2025                      | 2025                               |
| Kuwait                               | Chế độ quân chủ                                     | 2024                      | 2024                               |
| Kyrgyzstan                           | 2021                                                | 2021                      | 2021                               |
| Lào                                  | Bầu chọn gián tiếp                                  | 2021                      | 2021                               |
| Latvia                               | Bầu chọn gián tiếp (2023)                           | 2022                      | 2022                               |
| Lesotho                              | Chế độ quân chủ                                     | 2022                      | Bổ nhiệm                           |
| Liban                                | Bầu chọn gián tiếp (2022)                           | 2022                      | 2022                               |
| Liberia                              | 2023                                                | 2023                      | 2023                               |
| Libya                                | Tạm thời                                            | 2014                      | 2014                               |
| Liechtenstein                        | Chế độ quân chủ                                     | 2025                      | 2025                               |
| Litva                                | 2024                                                | 2024                      | 2024                               |
| Luxembourg                           | Chế độ quân chủ                                     | 2023                      | 2023                               |
| Macao                                | Bầu chọn gián tiếp (2024)                           | 2021                      | 2021                               |
| Madagascar                           | 2023                                                | 2024                      | Bổ nhiệm/bầu chọn gián tiếp        |
| Malawi                               | 2020                                                | 2019                      | 2019                               |
| Malaysia                             | Chế độ quân chủ                                     | 2022                      | Bổ nhiệm/bầu chọn gián tiếp        |
| Maldives                             | 2023                                                | 2024                      | 2024                               |
| Mali                                 | 2018                                                | 2020                      | 2020                               |
| Malta                                | Bầu chọn gián tiếp (2024)                           | 2022                      | 2022                               |
| Đảo Man                              | Chế độ quân chủ                                     | 2025                      | 2025                               |
| Maroc                                | Chế độ quân chủ                                     | 2021                      | Bầu chọn gián tiếp                 |
| Quần đảo Marshall                    | Bầu chọn gián tiếp (2024)                           | 2023                      | 2023                               |
| Mauritania                           | 2024                                                | 2018                      | Bầu chọn gián tiếp                 |
| Mauritius                            | Bầu chọn gián tiếp (2024)                           | 2024                      | 2024                               |
| México                               | 2024                                                | 2024                      | 2024                               |
| Micronesia                           | Bầu chọn gián tiếp                                  | 2025                      | 2025                               |
| Moldova                              | 2024                                                | 2021                      | 2021                               |
| Monaco                               | Chế độ quân chủ                                     | 2023                      | 2023                               |
| Montserrat                           | Chế độ quân chủ                                     | 2024                      | 2024                               |
| Montenegro                           | 2023                                                | 2023                      | 2023                               |
| Mozambique                           | 2024                                                | 2024                      | 2024                               |
| Myanmar                              | Bầu chọn gián tiếp                                  | 2020                      | 2020                               |
| Mông Cổ                              | 2021                                                | 2024                      | 2024                               |
| Namibia                              | 2024                                                | 2024                      | Bầu chọn gián tiếp                 |
| Nam Ossetia                          | 2022                                                | 2024                      | 2024                               |
| Nam Phi                              | Bầu chọn gián tiếp (2024)                           | 2024                      | Bầu chọn gián tiếp (2024)          |
| Nam Sudan                            | 2010                                                | 2010                      | Bổ nhiệm/bầu chọn gián tiếp        |
| Nauru                                | Bầu chọn gián tiếp (2023)                           | 2022                      | 2022                               |
| Na Uy                                | Chế độ quân chủ                                     | 2021                      | 2021                               |
| Nepal                                | Bầu chọn gián tiếp (2023)                           | 2022                      | Bầu chọn gián tiếp (2024)          |
| New Zealand                          | Chế độ quân chủ                                     | 2023                      | 2023                               |
| Nga                                  | 2024                                                | 2021                      | Bầu chọn gián tiếp                 |
| Nhật Bản                             | Chế độ quân chủ                                     | 2024                      | 2025                               |
| Nicaragua                            | 2021                                                | 2021                      | 2021                               |
| Niger                                | 2020–21                                             | 2020–21                   | 2020–21                            |
| Nigeria                              | 2023                                                | 2023                      | 2023                               |
| Niue                                 | Chế độ quân chủ                                     | 2023                      | 2023                               |
| Oman                                 | Chế độ quân chủ                                     | 2023                      | Bổ nhiệm                           |
| Pakistan                             | Bầu chọn gián tiếp (2024)                           | 2024                      | Bầu chọn gián tiếp (2024)          |
| Palau                                | 2024                                                | 2024                      | 2024                               |
| Palestine                            | 2005                                                | 2006                      | 2006                               |
| Panama                               | 2024                                                | 2024                      | 2024                               |
| Papua New Guinea                     | Chế độ quân chủ                                     | 2022                      | 2022                               |
| Paraguay                             | 2023                                                | 2023                      | 2023                               |
| Peru                                 | 2021                                                | 2021                      | 2021                               |
| Pháp                                 | 2022                                                | 2024                      | Bầu chọn gián tiếp (2023)          |
| Phần Lan                             | 2024                                                | 2023                      | 2023                               |
| Philippines                          | 2022                                                | 2025                      | 2025                               |
| Quần đảo Pitcairn                    | Chế độ quân chủ                                     | 2019                      | 2019                               |
| Puerto Rico                          | 2024                                                | 2024                      | 2024                               |
| Qatar                                | Chế độ quân chủ                                     | 2021                      | 2021                               |
| România                              | 2025                                                | 2024                      | 2024                               |
| Rwanda                               | 2024                                                | 2024                      | Bổ nhiệm/bầu chọn gián tiếp        |
| Saint Helena                         | Chế độ quân chủ                                     | 2021                      | 2021                               |
| Saint Kitts và Nevis                 | Chế độ quân chủ                                     | 2022                      | 2022                               |
| Saint Lucia                          | Chế độ quân chủ                                     | 2021                      | Bổ nhiệm                           |
| Saint Vincent và Grenadines          | Chế độ quân chủ                                     | 2020                      | 2020                               |
| Samoa                                | Bầu chọn gián tiếp (2022)                           | 2021                      | 2021                               |
| Samoa thuộc Mỹ                       | 2024                                                | 2024                      | 2022                               |
| San Marino                           | Bầu chọn gián tiếp                                  | 2024                      | 2024                               |
| São Tomé và Príncipe                 | 2021                                                | 2022                      | 2022                               |
| Cộng hòa Séc                         | 2023                                                | 2021                      | 2024                               |
| Síp                                  | 2023                                                | 2021                      | 2021                               |
| Sénégal                              | 2024                                                | 2024                      | Bổ nhiệm/bầu chọn gián tiếp        |
| Serbia                               | 2022                                                | 2023                      | 2023                               |
| Seychelles                           | 2020                                                | 2020                      | 2020                               |
| Sierra Leone                         | 2023                                                | 2023                      | 2023                               |
| Singapore                            | 2023                                                | 2025                      | 2025                               |
| Sint Maarten                         | Chế độ quân chủ                                     | 2024                      | 2024                               |
| Slovakia                             | 2024                                                | 2023                      | 2023                               |
| Slovenia                             | 2022                                                | 2022                      | 2022                               |
| Quần đảo Solomon                     | Chế độ quân chủ                                     | 2024                      | 2024                               |
| Somalia                              | Bầu chọn gián tiếp (2022)                           | Bầu chọn gián tiếp (2022) | Bầu chọn gián tiếp (2022)          |
| Somaliland                           | 2024                                                | 2021                      | Bổ nhiệm                           |
| Sri Lanka                            | 2024                                                | 2024                      | 2024                               |
| Sudan                                | Tạm thời                                            | Tạm thời                  | Tạm thời                           |
| Suriname                             | Bầu chọn gián tiếp                                  | 2025                      | 2025                               |
| Syria                                | 2021                                                | 2024                      | 2024                               |
| Tajikistan                           | 2020                                                | 2025                      | Bổ nhiệm/bầu chọn gián tiếp (2025) |
| Tanzania                             | 2020                                                | 2020                      | 2020                               |
| Tây Ban Nha                          | Chế độ quân chủ                                     | 2023                      | 2023                               |
| Tây Sahara                           | Bầu chọn gián tiếp (2023)                           | 2012                      | 2012                               |
| Tchad                                | 2024                                                | 2024                      | Bầu chọn gián tiếp (2025)          |
| Thái Lan                             | Chế độ quân chủ                                     | 2023                      | Bổ nhiệm/bầu chọn gián tiếp (2024) |
| Thụy Điển                            | Chế độ quân chủ                                     | 2022                      | 2022                               |
| Thụy Sĩ                              | Bầu chọn gián tiếp (2025)                           | 2023                      | 2023                               |
| Togo                                 | 2025                                                | 2018                      | Bầu chọn gián tiếp (2025)          |
| Tonga                                | Chế độ quân chủ                                     | 2021                      | 2021                               |
| Transnistria                         | 2021                                                | 2020                      | 2020                               |
| Triều Tiên                           | Bầu chọn gián tiếp                                  | 2019                      | 2019                               |
| Trinidad và Tobago                   | Bầu chọn gián tiếp (2023)                           | 2025                      | Bổ nhiệm                           |
| Tristan da Cunha                     | Chế độ quân chủ                                     | 2025                      | 2025                               |
| Cộng hòa Trung Phi                   | 2020                                                | 2020–21                   | 2020–21                            |
| Cộng hòa Nhân dân Trung Hoa          | Bầu chọn gián tiếp (2023)                           | Bầu chọn gián tiếp (2018) | Bầu chọn gián tiếp (2018)          |
| Trung Hoa Dân Quốc                   | 2024                                                | 2024                      | 2024                               |
| Tunisia                              | 2024                                                | 2022–23                   | Bầu chọn gián tiếp (2024)          |
| Thổ Nhĩ Kỳ                           | 2023                                                | 2023                      | 2023                               |
| Turkmenistan                         | 2022                                                | 2023                      | 2023                               |
| Quần đảo Turks và Caicos             | Chế độ quân chủ                                     | 2025                      | 2025                               |
| Tuvalu                               | Chế độ quân chủ                                     | 2024                      | 2024                               |
| Uganda                               | 2021                                                | 2021                      | 2021                               |
| Ukraina                              | 2019                                                | 2019                      | 2019                               |
| Úc                                   | Chế độ quân chủ                                     | 2025                      | 2025                               |
| Uruguay                              | 2024                                                | 2024                      | 2024                               |
| Uzbekistan                           | 2023                                                | 2024                      | Bổ nhiệm/bầu chọn gián tiếp        |
| Vanuatu                              | Bầu chọn gián tiếp (2022)                           | 2025                      | 2025                               |
| Thành Vatican                        | Chế độ quân chủ bầu chọn (2025)                     | Bổ nhiệm                  | Bổ nhiệm                           |
| Venezuela                            | 2024                                                | 2025                      | 2025                               |
| Việt Nam                             | Bầu chọn gián tiếp (2024)                           | 2021                      | 2021                               |
| Quần đảo Virgin thuộc Anh            | Chế độ quân chủ                                     | 2023                      | 2023                               |
| Quần đảo Virgin thuộc Mỹ             | 2022                                                | 2024                      | 2024                               |
| Yemen                                | 2012                                                | 2003                      | 2003                               |
| Ý                                    | Bầu chọn gián tiếp (2022)                           | 2022                      | 2022                               |
| Zambia                               | 2021                                                | 2021                      | 2021                               |
| Zimbabwe                             | 2023                                                | 2023                      | 2023                               |